# 금성면 (담양군)
금성면(金城面)은 전라남도 담양군의 면이다. 면적은 37.315km2이고, 2021년 기준 인구는 약 2천620명이다.

## 행정 구역
- 금성리(金城里)
  - 평신기ㆍ부곡ㆍ문암
  - 하성
- 대곡리(帶谷里)
  - 대실
  - 손곡
  - 산이천
- 대성리(大成里)
  - 정각ㆍ양지
  - 대성
  - 반디
  - 봉곡
- 덕성리(德成里)
  - 덕성ㆍ영월
  - 시목
- 봉서리(鳳棲里)
  - 대판ㆍ장항
  - 와룡
  - 비내동
- 봉황리(鳳凰里)
  - 가라실
  - 상신기ㆍ죽림
- 석현리(石峴里)
  - 석현
  - 무림
- 외추리(外楸里)
  - 외추ㆍ노천동ㆍ매곡
- 원율리(原栗里)
  - 원율
  - 오평
- 원천리(元泉里)
  - 내천
  - 외천